# تومي ماكميلان (لاعب كرة قدم)
تومي ماكميلان (بالإنجليزية: Tommy McMillan)‏ هو لاعب كرة قدم ومدرب كرة قدم بريطاني في مركزي قلب الدفاع والدفاع، ولد في 26 يونيو 1944 في بيزلي في المملكة المتحدة. شارك مع منتخب اسكتلندا تحت 21 سنة لكرة القدم. أما مع النوادي، فقد لعب مع نادي أبردين ونادي فالكيرك.